# Кюрели, Жан Николя
Жан Николя Кюрели (фр. Jean Nicolas Curély; 1774—1827) — французский военный деятель, бригадный генерал (1814 год), участник революционных и наполеоновских войн.

## Биография
Кюрели был сыном земледельца Жан-Николя Кюрели (фр. Jean-Nicolas Curély; 1735—1804) из Лотарингии, и Мари Гассон (фр. Marie Anne Gasson; —1782). Потерял мать, когда ему было восемь лет.
5 апреля 1793 года поступил добровольцем на военную службу в 8-й гусарский полк (4 июня 1793 года сменил номер на 7-й), служил в Мозельской армии, участвовал в сражениях при Трире, Гревенмахене и в осаде Майнца. 4 апреля 1794 года был произведён в фурьеры. В 1795 году отличился при Мангейме. С 1796 по 1799 год сражался под командованием полковника Маризи в составе Рейнской и Гельветической армий, участвовал во множестве сражений. 27 октября 1800 года — старший вахмистр, 17 июля 1802 года — аджюдан.
Участвовал в Австрийской кампании 1805 года, 12 ноября отличился в сражении при Аффленце, где во главе 25 гусар опрокинул целый полк австрийской кавалерии. 8 января 1806 года — младший лейтенант, принимал участие в Прусской кампании 1806 года в рядах «Адской бригады» Лассаля, сражался при Штеттине, Любеке, Голымине и Эйлау. 26 марта 1807 года произведён в лейтенанты, сражался при Гейльсберге и Кёнигсберге.
19 апреля 1809 года повышен в звании до капитана, и стал адъютантом генерала Кольбера. Принимал участие в Австрийской кампании 1809 года, сражался при Раабе, Ваграме, где был ранен и Цнайме.
21 сентября 1809 года был произведён в командиры эскадрона, и возглавил эскадрон 20-го конно-егерского полка. С 1810 по 1811 год служил в гарнизоне Нанта, в 1811 году переведён в состав Армии Испании, особо отличился 24 января 1812 года в бою при Альтрафулле, где во главе своего эскадрона и эскадрона 29-го конно-егерского полка опрокинул и обратил в бегство отряд из 400 вражеских кирасиров (в результате этой знаменитой атаки захвачено около 60 пленных и более сотни лошадей).
18 марта 1812 года возвратился во Францию и принял участие в Русской кампании в составе 6-го корпуса маршала Сен-Сира, 18 октября 1812 года в сражении при Полоцке командовал двумя эскадронами из солдат 20-го конно-егерского и 8-го уланского полков и прославился героическими атаками при защите правого фланга 8-й пехотной дивизии.
9 августа 1813 года получил звание полковника, и был поставлен во главе 10-го гусарского полка. 18 августа был ранен при Лайгнице, отличился в сражениях при Лейпциге и Несле-ля-Монтане. 12 февраля 1814 года прямо на поле сражения при Шато-Тьерри был произведён Наполеоном в бригадные генералы и 8 марта возглавил бригаду 6-й драгунской дивизии 6-го кавалерийского корпуса. 12 марта был назначен комендантом Компьеня. 14 марта возглавил 2-ю бригаду в дивизии генерала Беркейма 1-го кавалерийского корпуса, состоящую из разрозненных кавалерийских подразделений, и смог вселить в свои бесперспективные формирования немного своего дерзкого духа, его полки отличились в нескольких сражений. Так, 21 марта в сражении при Арси-сюр-Об, его бригада выручила гренадер и егерей Императорской гвардии, окружённых превосходящим противником. Затем сражался при Ла-Ротьере, Монмирале, Краоне и Лаоне.
При первой реставрации Бурбонов оставался с 1 сентября 1814 года без служебного назначения. В период «Ста дней» вновь присоединился к Императору и 29 апреля 1815 года возглавил драгунскую бригаду в составе Северной армии, принимал участие в сражении при Ватерлоо. После второго отречения Наполеона был вынужден выйти в отставку и удалился с семьёй в имение в Жольни, которое Кюрели купил ещё в годы Революции. С трудом жил на маленькую пенсию, которая ещё больше сократилась в 1824 году, когда он был лишён генеральского чина. Умер через три года в своём имении.
Его друг, Антуан Фортюне де Брак, определил его в своей знаменитой работе «Аванпосты легкой кавалерии», как несравненного лидера кавалерии. Сам генерал Кюрели оставил скромную рукопись, опубликованную позже в XIX веке.

## Награды
Легионер ордена Почётного легиона (14 марта 1806 года)
 Кавалер военного ордена Святого Людовика (1815 год)